# Fastighetskontoret, Stockholms stad

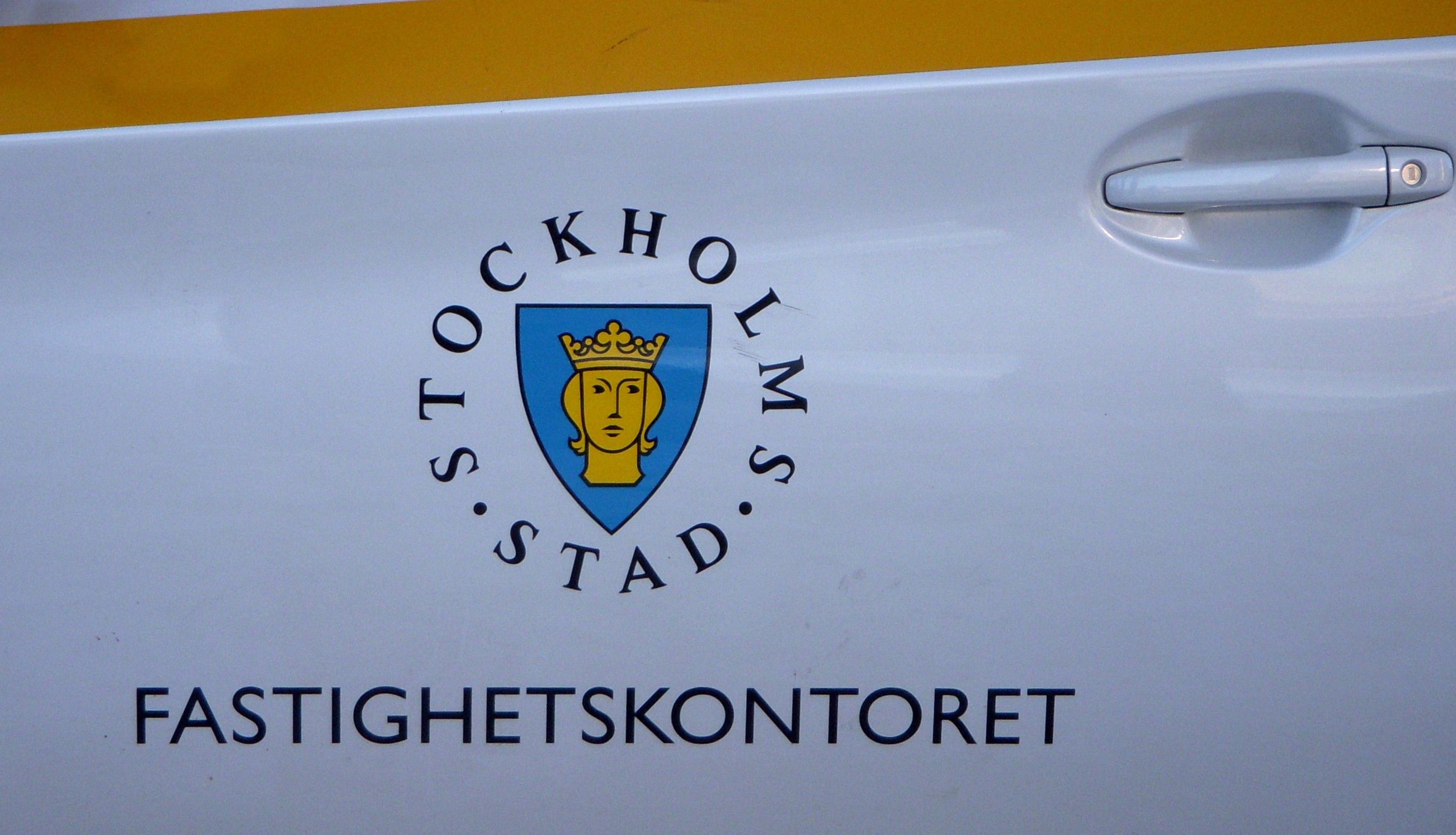
Logo på en av fastighetskontorets bilar

Fastighetskontoret är en fackförvaltning inom Stockholms stad. Fackförvaltningarna sköter verksamheter som är gemensamma för hela staden.

## Allmänt
Fastighetskontorets uppgift är att förvalta de av staden ägda fastigheter, bland dem  kommersiella lokaler, saluhallar och partihandelsområden. Fastighetskontoret upplät torgplatser på stadens 40 torg fram tills årsskiftet 2019. Fastighetskontoret bedriver ett aktivt skogsbruk och arrenderar ut mark för jakt. För närvarande (2024) är Clara Lindblom (V) borgarråd med ansvar för bland annat fastighetsnämnden.
Tidigare hade fastighetskontoret en egen husbyggnadsavdelning som leddes under många år av arkitekt Carl Melin. Fastighetskontoret förvaltar ungefär 1 800 byggnader fördelade på cirka 740 fastigheter. Av dessa ligger 325 fastigheter inom Stockholms stad och de andra utanför kommungränsen. Arealen på marken utanför Stockholms stad är 10 000 hektar. Ett antal fastigheter och byggnader ägs för att staden ska ha kontroll på ett område, exempelvis för medborgarnas rörliga friluftsliv eller för en framtida exploatering. Sedan år 2011 har fastighetskontoret även tagit över förvaltningen av stadens idrottsanläggningar.
Fastighetskontoret leds av en fastighetsdirektör och  har för närvarande (2024) cirka 170 medarbetare och verksamheten är organiserad i en stab och fyra olika avdelningar:
- Fastighetsavdelningen
- Verksamhetsstöd
- Ekonomiavdelningen
- Projektavdelningen

## Direktörer (i urval)
- Carl Meurling, 1919–1924
- Nils Hasselquist, 1923–1933
- Axel Dahlberg, 1933–1945
- Jarl Berg, 1945–1954
- Torsten Ljungberger, 1954–1962
- Folke Lundin, 1962–1964
- Åke Hedtjärn, 1964 (tillförordnad)
- Lars-Olov Larsson, 1964–? (innehade posten ännu 1972)
- Sven Hansson, 1974–1982
- Göran Långsved, 1982–1988
- Börje Berglund, 1988–1996
- Ulrika Francke, 1996–1999
- Olle Zetterberg, 2000–2005
- Sten Wetterblad, 2005–2008
- Torbjörn Johansson, 2008–2010
- Juan Copovi–Mena, 2011–2015
- Åsa Öttenius, 2015–2020
- Anders Kindberg, 2020-

## Andra fackförvaltningar i Stockholms kommun
- Trafikkontoret i Stockholms stad
- Stadsbyggnadskontoret i Stockholms stad
- Exploateringskontoret i Stockholms stad